# Al-Zahra
al-Zahrāʾ (in arabo الزهراء‎?, lett. "L'Azzurra") è un centro abitato della Libia, nella regione della Tripolitania.
Fu fondato in epoca coloniale (1937) con il nome di Bianchi, in memoria di Michele Bianchi.